# Lestodiplosis laticaulis
Lestodiplosis laticaulis är en tvåvingeart som beskrevs av Gagne 1993. Lestodiplosis laticaulis ingår i släktet Lestodiplosis och familjen gallmyggor.
Artens utbredningsområde är Florida. Inga underarter finns listade i Catalogue of Life.